# 秋月種春
秋月 種春（あきづき たねはる）は、日向国高鍋藩2代藩主。初代藩主・秋月種長の甥・秋月種貞と種長の娘・オチョウの長男。

## 生涯
当初、種長の跡は種長の娘婿である種貞が継ぐこととなっていた。しかし、種貞は病弱であったために廃嫡され、その息子で種長の外孫である種春が代わって養子となり、慶長19年（1614年）に種長の死去により跡を継いだ。
幼少で跡を継いだため、15歳になるまで高鍋への下向が叶わず、その間に藩政を牛耳った白井種盛・種重の家老親子の専横、およびそれが発端となって発生した「上方下方騒動」という40年近くにも及ぶ騒動に悩まされ続けた。
万治2年（1659年）、50歳で死去し、跡を長男の種信が継いだ。

## 系譜
父母
- 秋月種貞（実父）
- オチョウ ー 秋月種長の娘（実母）
- 秋月種長（養父）

正室
- 佐久間勝之の娘

子女
- 秋月種信（長男）生母は正室
- 秋月半之丞
- 湛栄 ー 僧侶
- アグリ ー 六条有縄室
- セン ー 早世
- カン ー 早世